# Головской, Василий Сергеевич
Василий Сергеевич Головской (18 февраля 1895 года, Богородицк, ныне Тульская область — 24 октября 1975 года, Пермь) — советский военный деятель, Гвардии генерал-майор (21.04.1943).

## Начальная биография
Василий Сергеевич Головской родился 18 февраля 1895 года в Богородицке ныне Тульской области.

## Военная служба

### Первая мировая и гражданская войны
В 1915 году был призван в ряды Русской императорской армии и направлен в Оренбургскую школу прапорщиков, по окончании которой в 1916 году был направлен на Юго-Западный фронт, где был назначен на должность командира роты 615-го пехотного Кнырского полка. В 1917 году был демобилизован в чине подпоручика.
В июне 1918 года был призван в ряды РККА и направлен на учёбу на 1-е Тверские кавалерийские курсы, по окончании которых с ноября того же года воевал в составе 8-й армии (Южный фронт), находясь на должностях командира взвода и эскадрона запасного кавалерийского полка.
В ноябре 1919 года был направлен на учёбу в Высшую кавалерийскую школу в Петрограде, по окончании которой в декабре 1920 года был направлен в 91-й кавалерийский полк (16-я кавалерийская дивизия), где служил на должностях командира взвода и начальника полковой школы.
В декабре 1921 года был назначен на должность командира эскадрона в 9-м, а затем в 11-м Камышанском кавалерийских полках (5-я кавалерийская дивизия имени М. Ф. Блинова). С 1923 по 1924 годы принимал участие в ходе подавления басмачества в Восточной Бухаре.

### Межвоенное время
В июне 1924 года Головской был назначен на должность начальника полковой школы Бикадоровского кавалерийского полка, в мае 1927 года — на должность начальника штаба, а затем — на должность начальника полковой школы 25-го кавалерийского полка (Северо-Кавказский военный округ).
В 1930 году закончил Новочеркасские кавалерийские Курсы усовершенствования командного состава.
С января 1930 года исполнял должность начальника штаба сначала 27-го кавалерийского полка, с июня 1932 года — начальника штаба 2-го особого отдельного кавалерийского дивизиона, а с марта 1933 года — начальника штаба 1-го кавалерийского полка (1-я кавалерийская дивизия, ОКДВА). В январе 1936 года был назначен на должность командира 32-го кавалерийского полка (22-я кавалерийская дивизия). В январе 1941 года был назначен на должность преподавателя тактики Новочеркасских кавалерийских курсов усовершенствования командного состава.

### Великая Отечественная война
В июле 1941 года Головской был назначен на должность командира 37-го кавалерийского полка в составе 50-й кавалерийской дивизии, которая вела тяжёлые оборонительные бои на витебском направлении. За отличия в этих боях был награждён орденом Красного Знамени.
В ноябре 1941 года был назначен на должность командира 79-й кавалерийской дивизии (5-й кавалерийский корпус, 37-я армия), которая принимала участие в ходе Ростовской и Барвенково-Лозовской наступательных операциях.
В апреле 1942 года полковник Василий Сергеевич Головской был назначен на должность командира 30-й кавалерийской дивизии (4-й гвардейский кавалерийский корпус, 37-я армия), которая вела оборонительные бои на Кубани, а затем отступала по направлении на Сальск, Ворошиловск, Моздок. Вскоре дивизия была включена в состав Северной группы войск Закавказского фронта.
В сентябре того же года был назначен на должность командира кавалерийской группы, включавшей в свой состав 30-ю и 110-ю кавалерийские дивизии. Группа обороняла Кизляр в полосе 44-й армии на правом крыле фронта и периодически совершала успешные рейды по тылу противника, за что Василий Сергеевич Головской был награждён орденом Красного Знамени.
С января 1943 по октябрь 1944 года 30-я кавалерийская дивизия под командованием Головского принимала участие в ходе Северо-Кавказской, Краснодарской, Донбасской, Березнеговато-Снигиревской, Одесской и Дебреценской наступательных операциях, а также при освобождении Ставрополя, Батайска, Таганрога, Одессы, Минска, Барановичей, Бреста, Дебрецена и Ньиредьхаза.
В ноябре 1944 года генерал-майор Василий Сергеевич Головской был назначен на должность командира 4-го гвардейского кавалерийского корпуса, который отличился в ходе Братиславо-Брновской наступательной операции, за время которой были освобождены города Таланта и Трнава. Вскоре корпус принимал участие в ходе Будапештской, Венской и Пражской наступательных операциях.

### Послевоенная карьера
В мае 1945 года был направлен на учёбу на ускоренный курс при Высшей военной академии имени К. Е. Ворошилова, по окончании которого в феврале 1946 года был назначен на должность заместителя командира 1-го гвардейского кавалерийского корпуса, в мае 1946 года — на должность заместителя начальника Высшей офицерской кавалерийской школы имени С. М. Буденного, в феврале 1947 года — на должность заместителя командира 1-го гвардейского стрелкового корпуса, а в июле 1950 года — на должность командира 19-го стрелкового корпуса.
В декабре 1951 года был направлен на учёбу на высшие академические курсы при Высшей военной академии имени К. Е. Ворошилова, по окончании которых в октябре 1952 года был назначен на должность командира 10-го стрелкового корпуса.
В ноябре 1955 года генерал-майор Василий Сергеевич Головской вышел в запас. Умер 24 октября 1975 года в Перми.

## Награды
- Орден Ленина (21 февраля 1945);
- Шесть орденов Красного Знамени (3 ноября 1941[1], 29 марта 1943[1], 2 апреля 1943[1], 3 ноября 1944, 1949, 19**);
- Два ордена Суворова 2 степени;
- Орден Кутузова 2 степени;
- Орден Богдана Хмельницкого 2 степени;
- Медали.